# 狭叶含笑
狭叶含笑（学名：Michelia angustioblonga）为木兰科含笑属下的一个种。